# Staetherinia cayugana
Staetherinia cayugana är en fjärilsart som beskrevs av William Schaus 1920. Staetherinia cayugana ingår i släktet Staetherinia och familjen tofsspinnare. Inga underarter finns listade i Catalogue of Life.